# Пхитсанулок
Пхитсанулок (тайск. พิษณุโลก) — город в северной части Таиланда, административный центр одноимённой провинции. Расположен в 377 километрах от Бангкока. Площадь — 18,26 км², население — 84 311 человек по оценке на 2010 год. Климат тропический, сезон муссонов длится с мая по октябрь.
Пхитсанулок — один из старейших городов Таиланда, основан более 600 лет назад. В период поздней Ангкорской империи был одним из её крупнейших провинциальных городов. Считается местом рождения короля Наресуана, освободившего Сиам от бирманского господства в конце XVI века. На протяжении 25 лет во время правления короля Боромотрайлоканата был столицей страны.
В городе нет крупных промышленных предприятий, но расположены два университета, а также крупная военная база таиландской армии.
Воздушные перевозки города обслуживает аэропорт Пхитсанулок.